# 迦尼耶河
迦尼耶河（英語：Kelani River），是斯里蘭卡西南部的一條河流，幹流河長145-（90-英里），為該國第四長河。它發源於亞當峰北側山區，向西蜿蜒流至可倫坡北郊注入印度洋，流經努沃勒埃利耶區、拉特納普勒區、凱格勒區、加姆珀哈區及可倫坡區。